# Франки, Авзонио
Авзонио Франки (итал. Ausonio Franchi, настоящее имя Кристофоро Боновино итал. Cristoforo Bonavino, 24 февраля 1821 — 12 сентября 1895) — итальянский философ, священник, журналист и издатель.

## Биография
Родился в Пельи, морском курорте в нескольких километрах на запад от Генуи, сын торговца тканями Джамбаттиста Боновино и Катерины (в девичестве Траверсо).
В 17 лет стал студентом церковного колледжа в своём родном городе. В 1843 году рукоположён в священники.
В 1845—1848 гг. Кристофоро Боновино преподает в высшей школе в Генуе, знакомится с Джоберти и Бертрандо Спавентой, чьё влияние на него было значительным. Политические события того времени, кульминацией которых стала революция 1848 года, вызвали глубокие изменения в его взглядах. Он оставил сан священника и с этого времени все свои силы посвятил делу интеллектуальной и политической свободы.
Догматический авторитет церкви и деспотическая авторитарность государства стали объектами его непрекращающихся атак. Сочетая феноменализм Канта и позитивизм Конта, он занял позицию своего рода релятивизма и агностицизма. Религиозная истина и разум, католицизм и свобода для него стали несовместимы. В своём выборе он не колебался. В 1849 году он взял себе псевдоним А. Франки. В 1854 году в Турине он основал религиозно-политическую еженедельную газету «Ragione», которая была средством пропаганды этих идей. Газета выходила с 1854 по 1858 год. Среди франкоязычных сотрудников этой газеты можно назвать: Шарля Ренувье, Луи де Поттера, Эжена Анри Бриссона, Эдгара Кинэ и Луи Блана.
Теренцио Мамиани, в то время министр образования, назначил Франки профессором истории философии университета в Павии (1860), а позднее Миланского университета (1863), где он оставался до 1888 года.
Между 1872 и 1889 годами Франки не опубликовал никаких работ. Его взгляды опять изменились. В своей последней опубликованной работе он объявил о своём возвращении в церковь, подверг критике свои прежние взгляды и отказался от основных положении своих прежних сочинений. Эта работа вышла в Милане в трёх томах в 1889—1893 годах под названием «Ultima critica». Известный русский философ и историк философии Б. В. Яковенко характеризовал взгляды Франки как «умеренно-скептическую философию» и считал, что «философский скептицизм Франки удобнее всего назвать критическим антропологизмом».
Умер Франки в 1895 году в Генуе и похоронен на кладбище в Пельи.

## Сочинения
- La filosofia delle scuole italiane (1852)
- Appendice alla filosofia delle scuole italiane (1853): in esso giustificò la propria apostasia
- La religione del secolo XIX (1853)
- Studi religiosi e filosofici: Del sentimento (1854)
- Il razionalismo del popolo (1856)